# Wayne Gilchrest
Wayne Thomas Gilchrest, född 15 april 1946 i Rahway, New Jersey, är en amerikansk republikansk politiker. Han representerade delstaten Marylands första distrikt i USA:s representanthus 1991-2009.
Gilchrest gick i skola i Rahway High School i Union County, New Jersey. Han tjänstgjorde i USA:s marinkår 1964-1968. Han studerade vid Wesley College och Delaware State College. Han arbetade sedan som lärare.
Gilchrest utmanade sittande kongressledamoten Roy Dyson i kongressvalet 1988 och förlorade knappt. Han utmanade Dyson på nytt två år senare och vann med 57% av rösterna mot 43% för Dyson. Gilchrest omvaldes åtta gånger. Han förlorade i republikanernas primärval inför kongressvalet i USA 2008 mot Andrew P. Harris som sedan förlorade själva kongressvalet mot demokraten Frank Kratovil.